# Araneus yatei
Araneus yatei är en spindelart som beskrevs av Lucien Berland 1924. Araneus yatei ingår i släktet Araneus och familjen hjulspindlar.
Artens utbredningsområde är Nya Kaledonien. Inga underarter finns listade i Catalogue of Life.